# Walter Ahlström
Antti Walter Ahlström, född 22 maj 1875 i Norrmark, död 18 december 1931 i Norrmark, var en finländsk industriman och ägare till A. Ahlström Ab

## Biografi
Walter Ahlström var son till Antti Ahlström och Eva Helena Holmström. Han var gift med Hildur Johanna (Lilli) Nevander och far till Maire Gullichsen.
Efter faderns död 1896 tog han studentexamen, blev år 1908 direktör och koncernchef för familjeföretaget A. Ahlström Ab, som under hans ledning utvecklades till en av Finlands största industrikoncerner. Mellan 1908 och 1931 var Ahlström företagets ledare. På Walter Ahlströms initiativ grundades 1907 Kauttua pappersbruk, varefter företagets tyngdpunkt flyttades till östra Finland, där Warkaus bruk köptes 1909 av Paul Wahl & Co. Genom köp 1915 respektive 1919 förvärvades Karhula och Iittala glasbruk. Han donerade medel till allmänna bruk.
Han var även svensk generalkonsul i Helsingfors. Han erhöll Frihetskorset av första klass 1918.
Walter Ahlström var från unga år intresserad av segling och även segelsport. År 1925 erhöll han hederstiteln bergsråd.

### Uppslagsverk
- ”Ahlström, Walter”. Biografiskt lexikon för Finland. Helsingfors: Svenska litteratursällskapet i Finland. 2008–2011. URN:NBN:fi:sls-4932-1416928957538
- Ahlström, Walter i Uppslagsverket Finland (webbupplaga, 2012). CC-BY-SA 4.0